# Landes d'altitude d'Afrique de l'Est
Localisation
Les landes d'altitude d'Afrique de l'Est forment une écorégion du biome des prairies et terres arbustives de montagne ; elle occupe plusieurs sommets de haute montagne du Kenya, du Soudan du Sud, de la Tanzanie et de l'Ouganda.
Elle couvre une zone de 3 300 km2, s'étendant des monts Imatong au Soudan du Sud, au mont Elgon, à la frontière de l'Ouganda et du Kenya, au mont Kenya, au Kenya, au mont Meru, au Kilimandjaro et au cratère du Ngorongoro en Tanzanie.
Elle occupe des zones situées à plus de 3 500 m d'altitude. En dessous on trouve l'écorégion des forêts d'altitude d'Afrique orientale. La flore afroalpine est très semblable à celle des landes d'altitude de Rwenzori-Virunga.